# Beach handball
Ne doit pas être confondu avec sandball.

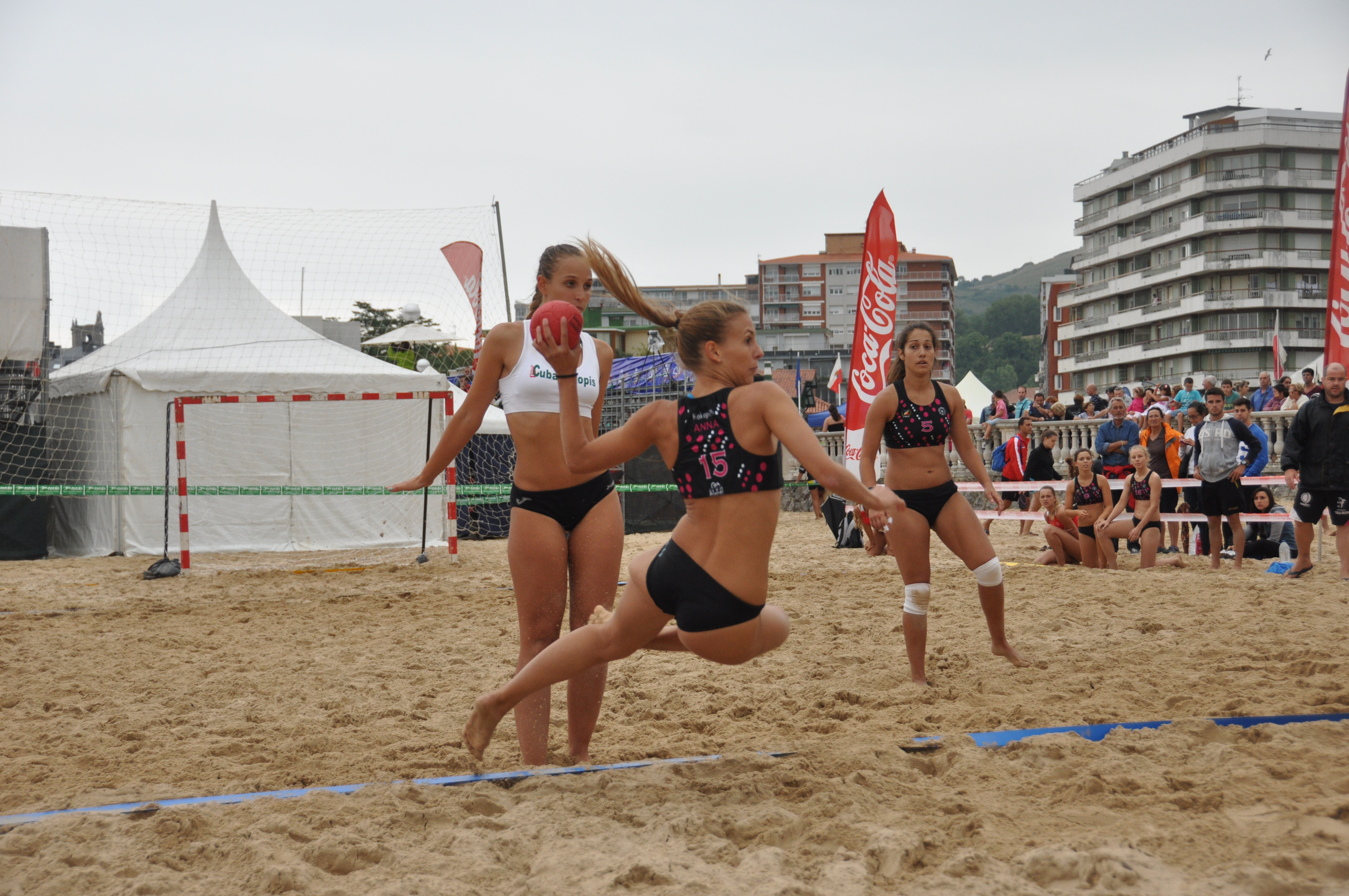
Beach handball

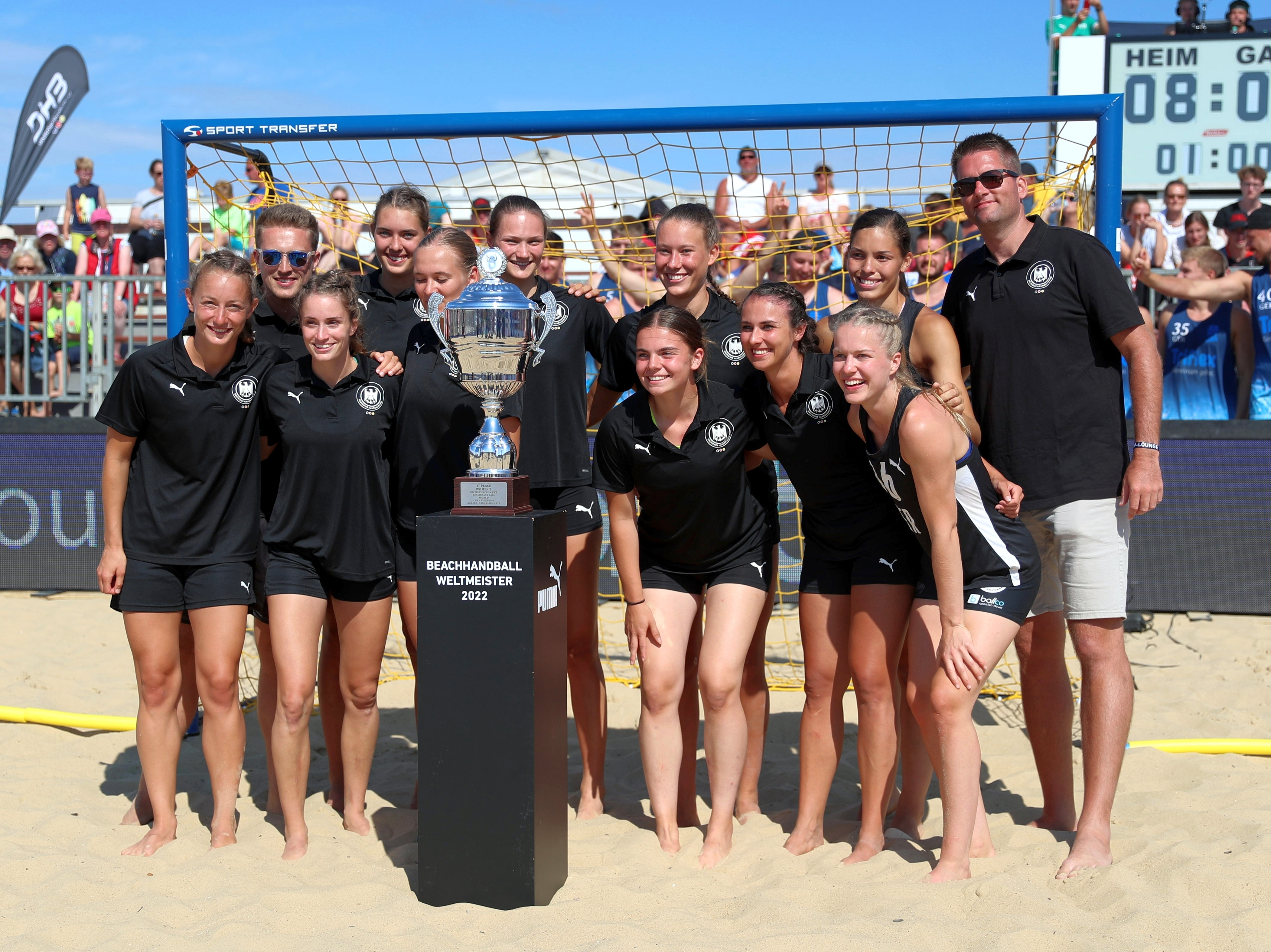
Les championnes du monde 2022 de Beach handball au Deutsche Beachhandball-Meisterschaften 2022.

Le beach handball est un sport collectif dérivé du handball en salle mais qui se pratique sur du sable (d'où son nom, beach signifiant plage en anglais). Le beach handball oppose deux équipes de quatre joueurs (dont un gardien de but) qui doivent lancer un ballon en plastique dans le but de leurs adversaires. Comme au handball, le nombre de pas balle en main est limité à trois. Les buts jugés « spectaculaires » (360°, Kung fu, tir du gardien, penalty) donnent deux points. 
Le terrain est un rectangle de 27 mètres sur 12, et le but est de dimensions identiques à celui du handball (3 mètres sur 2). La partie se dispute en deux sets de dix minutes chacun, avec but en or en cas d'égalité à la fin du temps réglementaire. Si les deux équipes ont remporté chacune un set, elles sont départagées à l'aide d'une séance de tirs au but.
Le beach handball diffère du sandball, un autre sport dérivé du handball qui se pratique sur le sable. Mais ce dernier, peu pratiqué hors du monde francophone et non reconnu par la Fédération internationale de handball, se veut d'abord un sport récréatif.